# Neyanban

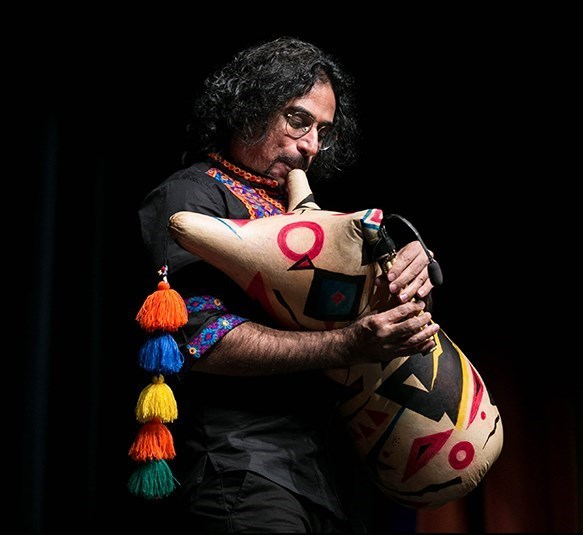
Mohsen Sharifian jouant un neyanban.

Le neyanban (ou ney anban) est une cornemuse iranienne assez rare, dont l'origine est très ancienne et dont l'usage s'est perpétué au cours des âges dans les régions du sud de la Perse. Elle dispose d'une outre en peau de chèvre et d'un double tuyau traditionnellement en bois sans bourdon,; l'outre dispose d'un puits sans valve anti-retour pour y souffler. Chaque tuyau mélodique dispose de 6 ou 7 trous. Elle se rencontre uniquement dans la région bordant le golfe Persique, à Boushehr notamment, où les cultures arabo-africaines se mêlent aux cultures perso-asiatiques. 
L'outre est souvent ornée de motifs colorés.
Le Ney Anban iranien est un instrument à vent traditionnel composé de deux parties principales : la poche et le tuyau mélodique (chanter). La poche est généralement fabriquée à partir de peau de chèvre et sert de réservoir d'air. Lorsque le musicien insuffle de l'air dans la poche, celui-ci passe dans le tuyau mélodique, produisant un son continu. Le Ney Anban est couramment utilisé dans la musique folklorique du sud de l'Iran.

## Jeu
Le neyanban est employé en musique folklorique; il est  principalement joué pendant les mariages et les vacances. 
Chaque clarinette est accordée parfaitement à l’unisson et donne à l’instrument un son grêle. Son jeu est mélodique avec des ornementations dynamiques. La grande taille de l'outre lui offre une grande puissance sonore. 
Cet instrument est notamment utilisé sur scène par l'Ensemble Shanbehzadeh (en), fondé en 1990 et qui se produit en France, au Brésil et partout dans le monde.
En Iran, le neyanban est inscrit au patrimoine national depuis 2015 par le maître Mohsen Sharifian, qui joue un rôle important dans la diffusion de cet instrument de musique traditionnel iranien dans le monde.
Dans le Boushehr, le neyanban est utilisé pour accompagner le sarva, un  chant local avec des couplets libres.
Il existe un instrument similaire appelé la jirba bahreïnienne jouée par les Iraniens présents dans les îles du golfe Persique.